# Beznovci
Beznovci (Hongaars: Búzahely, Duits: Pernstein) is een plaats in Slovenië en maakt deel uit van de gemeente Puconci in de NUTS-3-regio Pomurska. De plaats telde 155 inwoners op 1 januari 2020.